# ابن خطیب داریا
ابن خطیب داریا (۱۳۴۴م-۱۴۰۷) (نسب کامل» جمال‌الدین ابوالمعالی ابوعبدالله محمد بن احمد بن سلیمان بن یعقوب انصاری نیشابوری دمشقی)، لغوی، فقیه، شاعر  شامی  بود. نام او محمد بن احمد بود و از روی شهرت پدرش که خطیبِ داریا بود، به ابنِ خطیب داریا مشهور گشت.